# كريستو غونزاليز
كريستو رامون غونزاليز بيريز (بالإسبانية: Cristo González) (مواليد 14 أكتوبر 1997) هو لاعب كرة قدم إسباني يلعب لنادي السد القطري في مركز الهجوم.

## وصلات خارجية
- كريستو غونزاليز على موقع الاتحاد الأوربي (الإنجليزية)
- كريستو غونزاليز على موقع قاعدة بيانات كرة القدم.إي يو (الإنجليزية)
- كريستو غونزاليز على موقع Soccerway.com (الإنجليزية)
- كريستو غونزاليز على موقع عالم كرة القدم.نت (الإنجليزية)
- كريستو غونزاليز على موقع AS.com (الإسبانية)